# Right Place, Wrong Person (альбом RM)
Right Place, Wrong Person — второй студийный альбом южнокорейского рэпера RM из группы BTS, выпущенный 24 мая 2024 года на лейбле Big Hit Music. Альбом следует за его первым сольным альбомом Indigo, вышедшим в декабре 2022 года, и включает сингл «Come Back to Me», который достиг 24-го места в чарте Billboard Global 200. В альбоме также приняли участие такие исполнители, как Little Simz, Domi & JD Beck и Мозес Самни.

## Реакция критиков
| Оценки критиков | Оценки критиков |
| Источник        | Оценка          |
| --------------- | --------------- |
| AllMusic        | [ 2 ]           |
| NME             | [ 3 ]           |

Риан Дейли из журнала NME назвал альбом «великолепной, интригующей и искусной записью» и «не чем иным, как электрическим», с «диссонирующими слоями, которые ярко отражают эмоции альбома о чувстве отчуждённости и его конечном послании», которое «вознаграждает повторные прослушивания и вдумчивое погружение, каждый трек полон мелких деталей, которые возвышают каждое прослушивание». Мора Джонстон из Rolling Stone описала его как «психоделически окрашенный и душевный, с интенсивным самоанализом в текстах, сбалансированным музыкой, которая воспринимается как приглашение к дальнейшим исследованиям». Азрин Тан из Vogue Singapore написал: «Этот альбом является абсолютным доказательством эволюции RM как музыканта и артиста... Это RM в его бесконечном поиске звукового мира, который мог бы быть, по крайней мере однажды. Это RM и Ким Намджун вместе, просто более любопытные о многих аспектах самих себя, которые глубоко скрыты внутри».
Дэвид Кроун из AllMusic высоко оценил творческое экспериментирование альбома, отметив: «Эта нонконформистская основа — не просто звук альбома, но и его общая философия». Он также подчеркнул, что лирика RM колеблется между идеями восприятия и открытия. Кроун добавил: «Right Place, Wrong Person — это, по сути, запись самоуважения, но это своего рода самоуважение, которое встречается гораздо реже — энергичное, оптимистичное и даже надломленное, оно отражает хаотичную сущность, которая никогда не рискует полагаться на расплывчатые, утвердительные клише. Из всех уроков, которые он извлекает, Намджун оставляет нас с одной ключевой истиной: подобно самому альбому, жизнь прекрасна благодаря своим несовершенствам, а не вопреки им».
Джие Ким из Teen Vogue написала: «RM, находясь на пороге 30 лет, наполнил как визуальные образы, так и музыку диссонирующей энергией в постоянно меняющемся потоке жанров и ритмов на компактном альбоме из 35 минут и 11 треков... (этот альбом) решительно затрагивает коллективный человеческий страх перед врождённой неправильностью и циклическое путешествие гнева, разочарования, усталости и обновления» и заявила: «Right Place, Wrong Person — это, безусловно, Ким Намджун по своей сути».
Альбом был признан одним из лучших альбомов первой половины года изданиями Rolling Stone, Billboard, The Associated Press и NME.
Billboard написал: «RM просто отказывается признавать существование каких-либо границ в течение этих 34 минут, с 11 песнями, которые переходят от хип-хопа к джазу, панку, R&B и афробиту в стиле Фелы Кути — и всё это звучит как единое и естественное художественное воплощение творческого видения одного человека». Также его сравнили с артистами, работающими вне жанровых рамок, такими как Tyler, the Creator.

## Коммерческие показатели
Альбом дебютировал на втором месте в южнокорейском чарте Circle Album Chart с продажами более 585 000 копий обеих версий. В японском чарте Oricon Albums Chart он также занял второе место с продажами более 23 000 экземпляров. В США альбом возглавил чарт Billboard Top Rap Albums и занял пятое место в общем чарте Billboard 200.

## Признание

### Списки
| Издатель                      | Страна         | Год  | Список                                                                                         | Место   | Ист.   |
| ----------------------------- | -------------- | ---- | ---------------------------------------------------------------------------------------------- | ------- | ------ |
| AllMusic                      | США            | 2024 | Любимый рэп- и хип-хоп альбом                                                                  | Включён | [ 14 ] |
| The Associated Press          | США            | 2024 | Лучшие альбомы 2024 года на данный момент                                                      | Включён | [ 15 ] |
| Billboard                     | США            | 2024 | 20 лучших K-Pop альбомов 2024 года (на данный момент): Выбор редакции                          | 1 место | [ 16 ] |
| Billboard                     | США            | 2024 | 25 лучших K-Pop альбомов 2024 года: Выбор редакции                                             | 1 место | [ 17 ] |
| Billboard Филиппины           | Филиппины      | 2024 | 50 Лучших Альбомов И EP 2024 Года – Выбор редакции                                             | Включён | [ 18 ] |
| Creative Review               | Великобритания | 2024 | Лучшая обложка и дизайн альбома 2024 года                                                      | Включён | [ 19 ] |
| Forbes                        | США            | 2024 | Самый популярный K-pop альбом 2024 года                                                        | Включён | [ 20 ] |
| Genius — конец года           | США            | 2024 | 50 лучших альбомов Genius сообщества 2024 года                                                 | 39-е    | [ 21 ] |
| Genius — до августа 2024 года | США            | 2024 | 25 лучших альбомов Genius сообщества 2024 года                                                 | 7-е     | [ 22 ] |
| The Guardian                  | Великобритания | 2024 | Любимые альбомы читателей за 2024 год                                                          | Включён | [ 23 ] |
| Hypebeast                     | Гонконг        | 2024 | 10 лучших музыкальных проектов 2024 года                                                       | Включён | [ 24 ] |
| Idology                       | Южная корея    | 2025 | Конец 2024 года: 16 альбомов года                                                              | Включён | [ 25 ] |
| Minuto Indie                  | Бразилия       | 2024 | 20 лучших международных альбомов 2024 года                                                     | Включён | [ 26 ] |
| NME                           | Великобритания | 2024 | 50 лучших альбомов 2024 года                                                                   | 16-е    | [ 27 ] |
| PopCrush                      | США            | 2024 | Лучшие поп-альбомы 2024 года                                                                   | Включён | [ 28 ] |
| Rolling Stone                 | США            | 2024 | 100 лучших альбомов 2024 года                                                                  | 88-е    | [ 29 ] |
| UOL SPLASH                    | Бразилия       | 2024 | Лучшее из K-pop: ознакомьтесь со списком альбомов, которые больше всего выделились в 2024 году | Включён | [ 30 ] |
| Yardbarker                    | США            | 2024 | 50 лучших альбомов 2024 года                                                                   | 28-е    | [ 31 ] |

## Список песен
| №                   | Название                                             | Автор(ы)                                                                              | Продюсер(ы)                                                             | Длительность |
| ------------------- | ---------------------------------------------------- | ------------------------------------------------------------------------------------- | ----------------------------------------------------------------------- | ------------ |
| 1.                  | «Right People, Wrong Place»                          | JNKYRD Kwak Jin-eon Mokyo RM San Yawn Unsinkable Eun Hee-young                        | Mokyo Kwak Unsinkable RM Eun Yawn JNKYRD                                | 1:57         |
| 2.                  | «Nuts»                                               | BJ Wnjn JNKYRD Mokyo Nancy Boy RM Yawn Qim Isle Lee Tae-hoon                          | Lee Mokyo Nancy Boy Qim Isle BJ Wnjn RM Yawn JNKYRD                     | 3:14         |
| 3.                  | «Out of Love»                                        | Icecream Drum JNKYRD No Identity RM Yawn Supreme Boi Unsinkable Zior Park Im Ju-seung | Supreme Boi No Identity Unsinkable Im Icecream Drum Park RM Yawn JNKYRD | 2:07         |
| 4.                  | «Domodachi» (featuring Little Simz)                  | BJ Wnjn JNKYRD Mokyo Nancy Boy RM Yawn Simbiatu Ajikawo Qim Isle Lee                  | Mokyo Nancy Boy BJ Wnjn RM JNKYRD Qim Isle Ajikawo Yawn                 | 3:04         |
| 5.                  | «? (Interlude)» (with Domi and JD Beck)              | BJ Wnjn Domi and JD Beck Glowingdog JNKYRD Mokyo RM Yawn                              | Domi and JD Beck                                                        | 1:53         |
| 6.                  | «Groin»                                              | JNKYRD Kim Han-joo Mokyo RM Yawn                                                      | Mokyo Kim H. RM Yawn JNKYRD                                             | 3:10         |
| 7.                  | «Heaven»                                             | JNKYRD Rad Museum RM Yawn Sojeso Unsinkable                                           | JNKYRD Unsinkable Sojeso Rad Museum RM Yawn                             | 3:14         |
| 8.                  | «Lost!»                                              | Jclef JNKYRD Kim H. Marldn Nancy Boy RM Yawn Unsinkable Qim Isle                      | Jclef Kim H. Marldn Nancy Boy Unsinkable Qim Isle RM Yawn JNKYRD        | 3:53         |
| 9.                  | «Around the World in a Day» (featuring Moses Sumney) | Gimjonny Jclef JNKYRD Sumney No Identity RM Yawn Qim Isle Eun                         | Eun Gimjonny Qim Isle No Identity Jclef RM Sumney Yawn JNKYRD           | 4:17         |
| 10.                 | «ㅠㅠ (Credit Roll)»                                 | JNKYRD Kim H. RM Yawn Qim Isle                                                        | Kim H. Qim Isle RM Yawn JNKYRD                                          | 1:14         |
| 11.                 | «Come Back to Me»                                    | JNKYRD Kuo Oh Hyuk RM Yawn                                                            | Oh                                                                      | 6:28         |
| Общая длительность: | Общая длительность:                                  | Общая длительность:                                                                   | Общая длительность:                                                     | 34:31        |

## Чарты
| Чарт (2024)                                 | Наивысшая позиция |
| ------------------------------------------- | ----------------- |
| Австралия (ARIA)                            | 50                |
| Австрия (Ö3 Austria)                        | 7                 |
| Бельгия/Фландрия (Ultratop)                 | 40                |
| Бельгия/Валлония (Ultratop)                 | 7                 |
| Канада (Canadian Albums Chart)              | 56                |
| Croatian International Albums (HDU)         | 17                |
| Нидерланды (Album Top 100)                  | 93                |
| Германия (Offizielle Top 100)               | 9                 |
| Венгрия (MAHASZ)                            | 31                |
| Ирландия (IRMA)                             | 63                |
| Италия (Classifica album)                   | 49                |
| Япония (Oricon)                             | 2                 |
| Japanese Combined Albums (Oricon)           | 2                 |
| Japanese Hot Albums (Billboard Japan)       | 2                 |
| Lithuanian Albums (AGATA)                   | 15                |
| Новая Зеландия (RMNZ)                       | 20                |
| Польша (ZPAV)                               | 5                 |
| Португалия (AFP)                            | 3                 |
| Шотландия (Scottish Albums Chart)           | 11                |
| South Korean Albums (Circle)                | 2                 |
| Испания (PROMUSICAE)                        | 19                |
| Swedish Physical Albums (Sverigetopplistan) | 14                |
| Швейцария (Schweizer Hitparade)             | 7                 |
| Великобритания (UK Albums Chart)            | 37                |
| США (Billboard 200)                         | 5                 |
| США (Billboard Top Rap Albums)              | 1                 |

| Чарт (2024)                  | Позиция |
| ---------------------------- | ------- |
| Japanese Albums (Oricon)     | 11      |
| South Korean Albums (Circle) | 5       |

| Чарт (2024)                    | Позиция |
| ------------------------------ | ------- |
| Южнокорейские альбомы (Circle) | 45      |

## Сертификации
| Регион                                                      | Сертификация  | Продажи  |
| ----------------------------------------------------------- | ------------- | -------- |
| Республика Корея (KMCA)                                     | 2× Платиновый | 500 000^ |
| ^ Данные о тиражах приведены только на основе сертификации. |               |          |